# ネクロパンツ

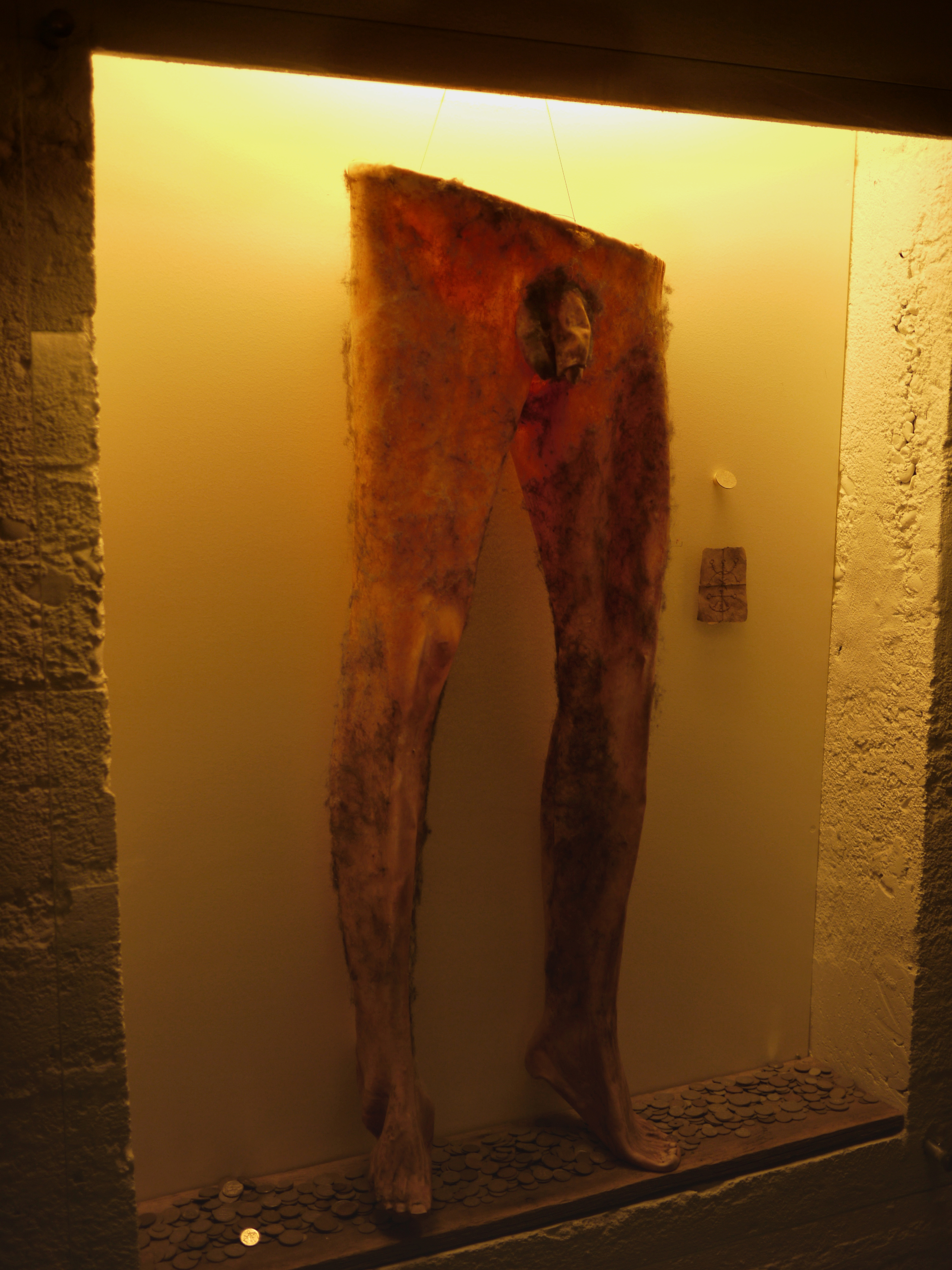
アイスランド魔術博物館 に展示される復元模型。右には魔法陣（スターヴ）、足元には貨幣が散らばる。

英訳名ネクロパンツ（英語: necropants）で知られるアイスランド伝承におけるナウブロウク（Nábrók「屍の股引」）は、人間の死体より作られた長ズボン（≈股引）で、絶えず富を貯える効能の魔法具である。
事前に了解を得た知人の死体から下半身の皮を剥いでズボンに仕立て、そのポケット（陰嚢）に、未亡人から盗んだ貨幣を収めると魔法が発動し、以後、そこにお金が貯まる、と伝えられる。素肌に密着して剥がれないが、死を目前とすると脱いで後継者に譲渡することが出来る。ただし所定の手順を踏まなければならない（まず右足のみ脱いで相手に履かせる）。もし着たまま死ねば魂は失われ、死体はシラミ虫で覆いつくされるのだという。
アイスランド魔術博物館 に、その復元模型が展示されている（右図参照）。

## 名称
原典であるアイスランド民話集とその訳出（ § 文献資料参照）においては、初出は「悪魔の股引」（skollabrækur、複数形）とある。
さらには異称がいくつか列挙されている：
- 「フィンの股引」/「サーミ人の股引」（Finnabrækur）[注 3][注 4]
- 「金銭の洋袴」（gjaldbuxur）[注 5]
- 「屍の股引/屍の洋袴」（nábrók/nábuxur）[注 6]
- 「パープエイ島人の股引」（Papeyarbuxur）[注 7]

また、英語圏では「ネクロパンツ」（necropants）という俗称が通称になっているが、この直訳名（翻訳借用）は、アイスランド魔術博物館の展示資料等でも用いられているのが顕著な例である。

### 衣装用語
原文のアイスランド語"-brók"や複数形"-brækur"は要するに「長ズボン」の意であるので、「ズボン」でもよいが、あえて「股引（）」とも訳せよう。股引と似た時代衣装にホーズがあり、これ自体は訳語に使われていないが、1866年英訳では同義語の"drawers"で訳される。
一方、原文のアイスランド語"brók"については、1972年英訳では"breeches"を定訳に充てている。たしかに"breeches"は原語と同根語ではあるものの、英語においてはふつう「半ズボン」系を指す語なので、配慮が必要となる。

## 文献資料
その伝承は、ヨウン・アウルトナソンのアイスランド民話集の、「魔法の術（töfrabrögð）」の節で解説される。
英訳ではジョージ・パウエルとエイリークル・マグヌースソン共訳（1866年）の序文で触れており、後年にジャクリーヌ・シンプソンの訳書（1972年）の「ラップ人の下衣（Lappish Breeches）」の段に収められる。

## 民間伝承
伝承によれば、未来永劫、金銭に不自由しないことを求める者は、いわゆる「悪魔の股引」（異称：「屍の股引」等）を求めればよい、とされる。
効き目はともかく、そうした人皮製のズボン/股引が実在した（作成された）かについても、おとぎ話の域をでないもの、と考えられている。

### 儀式
この魔法の下衣を得るにはまず、相手が死ねばお互いの死体をこの材料に使ってかまわない、という了解の相互盟約を交わさなければなならい。時くれば、生存者は、埋葬された相手の死体を掘り起こし、下半身の生皮を、穴などあけぬようにきれいに剥ぎとる。これをすぐさま履かねばならないが、するとたちまち素肌に密着し、その時が来るまで（ § 譲渡参照）自分の意志のみでははずせなくなる。これだけではまだ富増しの魔法は発動していない。履く者は、時を選んで極貧の未亡人から貨幣を盗み取り、ズボンの「ポケット」（と婉曲的に訳されるが、pungurとは露骨に言えば男性器の「陰嚢」のことである）に納めなくてはならない。この窃盗の頃合いとは、キリスト教の三大祭（ユールと復活祭と聖霊降臨祭）の聖書の書簡と福音書の説諭のあいまにおこなわなければなない。ただ、ある者は履いた翌日であればよいとする。これで力を授かった魔法具は、生ある者たちから金銭を集めてくれるので財産が増える（「袋」に貯まる）。注意点として、後からの金銭はいくらでも費消できるが、最初の貨幣はそのままにしておかないと能力を失ってしまう。

#### 魔法陣

伝・「屍の股引」ネクロパンツのスターヴ（符）。

以上は、ヨウン・アウルトナソンのアイスランド民話集に記載された説明だが、実践にあたってはもう一つ、特定の魔法文字を書いた紙、すなわち「屍の股引」のスターヴ（Nábrókarstafur）も貨幣に沿えて「袋」に入れておかなければならない、と近年の史料（アイスランド魔術博物館等）では説明されている。
ハルドゥル・ラックスネスの歴史小説『アイスランドの鐘』（1943年）では、「屍の股引」nábrokやその魔法陣Nábrókarstafurが言及されており、Jón Þeófilusson という人物が、呪いの記号符（vindgapi）と「屍の股引の呪符」nábrókarstafurを所持していることが露見し、魔術師として火あぶりにされる危機におちいる。エイリークル・ヨウンスソンは同小説の考証本(1981年)で、これに関する呪符本の写本を見つけ、左掲図の呪文符が「ギム[?]の指輪または屍の股引の呪符」（Gimhringur eða Nábrókarstafur ）と付記されていると記載した。この「ギム」誤記で、異本に照らせば同一シンボルが「魅惑（ギン）の指輪」（Ginnhringur）の符だと題される。そしてこれは好きな相手の心を惹きつける Ginnir（英訳"enticer"、「誘惑者」）の符に類する記号ではないかと考察される。

### 譲渡
この魔道具は、その「悪魔的」（アイスランド語: djöfullegt）な性質が解説者に注視される。アイスランドの民間では、このズボンは、悪魔に魂を売り渡した者だけが授かる下賜品だとも噂されていた。
このズボンを脱ぐことは、生命が尽きようとするときまでかなわない。しかも、息あるうちに脱がないと、魂は失われ、遺体にはシラミ（lús, lýs）が湧きつくすといわれる。 そしてズボンを受け継ぐ者を見つけないとならない。作法も決まっている。まずズボンの右足だけを脱ぎ、相手に履かせなければならない。右足を受け継いだ方は、もう後戻りはできず、脱ごうにも脱げず、逆に意図もせぬまま知らずうちに左足まで着けられてしまう。

## 関連する民話
ヨウン・「リーキ」・ソールザルソン（「富豪の」、1771年生） という人物については、モウフースのスコッタ（Móhúsa-Skotta、「泥炭の家」のスコッタ）という地霊（フィルギャ）に怨まれる話がヨウン・アウルトナソンの話集に所収されるが、マーガレット・ウィルソン（Willson）の書籍には、この人物が富豪なあまり、かの「悪魔のズボン」（demon's pants）の持ち主ではないかと噂されていた、とある。
また、カトラという名の魔女の伝承が、カトラ火山にまつわり存在するが、これもヨウン・アウルトナソンの話集に取り上げられる。 カトラが所有する早足を可能にさせる股引（七里靴に似ると指摘される）は、あるいは「屍の股引」とも関連しているのではないか、とマティアス・ノルドヴィグは考察している。